# ستانلي هيلر
ستانلي هيلر (بالإنجليزية: Stanley Hiller)‏ (مواليد 15 نوفمبر 1924 - الوفاة 20 أبريل 2006) رائد طيران ومطور طائرات الهليكوبتر. صمم أول طائرة هليكوبتر محورية وهو في سن ال 15، وأنتج نموذج يعمل وهو في سن ال 17.
أسس هيلر بالتعاون مع هنري كايزر شركة هيلر للصناعات، والتي أصبحت  في عام 1945 تعرف بشركة المروحيات المتحدة. وفي عام 1948 أصبحت الشركة تعرف باسم هيلر المروحيات. وفي عام 1966 تم دمجها مع هيلر فيرتشايلد لصناعات .

## السيرة الذاتية
ولد ستانلي هيلر 15 نوفمبر 1924 في سان فرانسيسكو، كاليفورنيا. وانتقلت عائلتة إلى بيركلي، كاليفورنيا ، في ثلاثينات القرن العشرين.